# Sergio Batista
Sergio Daniel "Checho" Batista, född 9 november 1962, är en argentinsk fotbollstränare och före detta fotbollsspelare som är tränare för Shanghai Shenhua. Han spelade som mittfältare och representerade Argentinas landslag 39 gånger mellan 1985 och 1990. Han var förbundskapten för Argentinas herrlandslag i fotboll mellan juli 2010 och juli 2011.
Han vann som tränare för Argentinas OS-lag guld vid olympiska sommarspelen 2008.